# Theodore (Saskatchewan)
Theodore es un pueblo canadiense situado en la provincia de Saskatchewan.

## Superficie
Theodore tiene una superficie de 1,51 km².

## Demografía
En 2021, tenía 315 habitantes, una densidad poblacional de 208,4 hab./km², y 173 viviendas.